# Krzysztof Jaślar
Krzysztof Jaślar (ur. 1948 w Bytomiu, zm. 7 listopada 2023) – polski reżyser programów kabaretowych, autor tekstów kabaretowych, dziennikarz, reżyser teatralny.

## Życiorys
W 1966 ukończył I Liceum Ogólnokształcące im. Jana Smolenia w Bytomiu, następnie ukończył studia w Wyższej Szkole Wychowania Fizycznego w Poznaniu. Po studiach otrzymał od Zenona Laskowika propozycję założenia w Poznaniu zawodowego kabaretu Tey. Z kabaretem Tey był związany cztery lata. Za jego czasów, w 1973, kabaret otrzymał Złotą Szpilkę.
W 1974 roku odszedł z kabaretu Tey z powodu objęcia twórczości całkowitą cenzurą. Tomasz Strzyżewski w swojej książce o peerelowskiej cenzurze publikuje notkę informacyjną nr 16/74 Głównego Urzędu Kontroli Prasy, Publikacji i Widowisk z wytycznymi dla cenzorów: „Ze względu na szkodliwość polityczną utworów Krzysztofa Jaślara (jednego z autorów poznańskiego kabaretu Tey) nie należy dopuszczać do żadnych publikacji tego autora”.
Następnie rozpoczął pracę w redakcji rozrywki poznańskiego ośrodka telewizyjnego, chcąc zostać dziennikarzem sportowym. Ukończył podyplomowe studia dziennikarskie. Od 1977 razem z Zenonem Laskowikiem zaczął tworzyć programy dla telewizji. Zdał egzamin na reżysera i od tego czasu jego powołaniem stały się programy rozrywkowe w telewizji, festiwale opolskie, a także spektakle teatralne.
W 1992 wydał książkę Kabaret Tey 1971–1989 Teksty, wspomnienia, pomówienia .
Pochowany na Cmentarzu na Służewie przy ul. Wałbrzyskiej w Warszawie.

## Życie prywatne
Miał syna Filipa, który jest pierwszym skrzypkiem Grupy MoCarta, oraz córkę Ewelinę.